# 226 км (зупинний пункт, Знам'янська дирекція Одеської залізниці)
226 кіломе́тр — пасажирський залізничний зупинний пункт Знам'янської дирекції Одеської залізниці на лінії Помічна — Чорноліська між станцією Новоукраїнка (5 км) та зупинним пунктом 230 км (2 км). Розташовувався у селі Стецівка Звенигородського району Черкаської області.

## Пасажирське сполучення
Приміські потяги на зупинному пункті зупинки не здійснюють. Найближчі зупинки приміських потягів — станція Новоукраїнка та зупинний пункт 230 км.